# Konstanze Röhrs
Konstanze Röhrs (* 8. Dezember 1962 in Klagenfurt am Wörthersee) ist eine österreichische Unternehmerin und ehemalige Politikerin (FPÖ). Röhrs war im Jahr 2002 Abgeordnete zum Nationalrat.

## Ausbildung und Beruf
Röhrs besuchte von 1969 bis 1973 die Volksschule und schloss 1981 das Bundesrealgymnasium mit der Matura ab. Sie absolvierte in der Folge von 1981 bis 1982 den Abiturentenlehrgang an der Handelsakademie Klagenfurt mit der Matura und studierte ab Betriebswirtschaftslehre an der Wirtschaftsuniversität Wien. Sie schloss ihr Studium 1991 mit dem akademischen Grad Mag. rer. soc. oec. ab. 
Röhrs ist seit 1998 Geschäftsführende Gesellschafterin der Firma WBK Röhrs GesmbH in Völkermarkt/Kärnten und seit 2006 geschäftsführende Gesellschafterin der Firma febau d.o.o in Laibach.

## Politik
Röhrs war ab 2001 Stadtparteiobfrau der FPÖ Völkermarkt und Delegierte der Wirtschaftskammer Kärnten. Zudem war Röhrs Mitglied des Bundesvorstands des Ring Freiheitlicher Wirtschaftstreibender (RFW) und ist seit 2005 im Landesvorstand des BZÖ Kärnten. Sie vertrat die FPÖ von 12. August 2002 bis 19. Dezember 2002 im Nationalrat.